# NGC 3289
NGC 3289 este o galaxie lenticulară situată în constelația Mașina Pneumatică. A fost descoperită în 20 aprilie 1835 de către John Herschel. Se află la o distanță de 38,25 de megaparseci de Pământ.